# Larchamp (Orne)
Pour les articles homonymes, voir Larchamp.
Pour l’article ayant un titre homophone, voir Larchant.
Larchamp est une ancienne commune française, située dans le département de l'Orne en région Normandie, devenue le 1er janvier 2015 une commune déléguée au sein de la commune nouvelle de Tinchebray-Bocage.
Elle est peuplée de 301 habitants.

## Géographie
La commune est en limite du Bocage flérien et du Domfrontais. Son bourg est à 11 km au sud de Tinchebray, à 11 km au sud-ouest de Flers et à 15 km au nord de Domfront.
Le bourg est traversé par la route départementale no 25 menant à Beauchêne et Mortain à l'ouest et à La Chapelle-Biche et Flers au nord-est. La D809 relie le bourg à Chanu au nord. À l'est, croisant la D 25, la D 54 permet de joindre Chanu à Saint-Bômer-les-Forges au sud.
Larchamp est dans le bassin de la Loire, par son sous-affluent la Halouze qui traverse puis délimite au sud le territoire. Un de ses affluents, le ruisseau des Huttereaux, fait également fonction de limite à l'est, grossi d'un ruisseau plus modeste alimentant l'étang de la Cour. La Halouze prend son nom à partir de la confluence entre les ruisseaux de Glane et de Barbrelle qui délimite le nord-ouest.
Le point culminant (301 m) se situe au nord-est, sur une colline dominant le bois des Huttereaux. Le point le plus bas (211 m) correspond à la sortie de la Halouze du territoire, au sud-est. La commune est bocagère.
| Saint-Cornier-des-Landes (comm. nouv. de Tinchebray-Bocage) | Chanu           | Chanu                  |
| Beauchêne (comm. nouv. de Tinchebray-Bocage)                | Larchamp        | Saint-Clair-de-Halouze |
| Lonlay-l'Abbaye                                             | Lonlay-l'Abbaye | Saint-Bômer-les-Forges |

## Toponymie
Le nom de la localité est attesté sous la forme Larcamps en 1287. Le toponyme pourrait être issu du latin largus campus (« vaste champ », « vaste plaine »…) ou du germanique lar (« clairière ») avec ce même latin campus.
Le gentilé est Larchampois.

## Histoire
En 1499, Guillemette de Larchamp, veuve de Guillaume de Grimouville, baron de La Lande-Patry, possède à Larchamp un manoir à motte close à eau et fossés, terres et bois, moulin, trois étangs, mines, minières et fourneau à faire fer et deux étangs servant audit fourneau. C'est la première mention du fourneau. La forge est connue dès 1566 et fonctionne jusqu'en 1727. Le fourneau est arrêté vers 1770. La fenderie mentionnée en 1608 fonctionne au moins jusqu'en 1787 et travaille le fer de Halouze.
La fenderie de Larchamp est la première fenderie normande. Elle fournit la zone cloutière de Chanu en fer en verges distribuées par les marchands fabricants dont les plus importants sont les Chancerel et Delarue.
Le 1er janvier 2015, Larchamp intègre avec six autres communes la commune de Tinchebray-Bocage créée sous le régime juridique des communes nouvelles instauré par la loi no 2010-1563 du 16 décembre 2010 de réforme des collectivités territoriales. Les communes de Beauchêne, Frênes, Larchamp, Saint-Cornier-des-Landes, Saint-Jean-des-Bois, Tinchebray et Yvrandes deviennent des communes déléguées et Tinchebray est le chef-lieu de la commune nouvelle.

## Héraldique
|  | Les armes de la commune de Larchamp se blasonnent ainsi : d'argent à la fasce d'azur, accompagné en chef de deux roses de gueules et en pointe d'une molette de même. |

## Politique et administration
| Période                                  | Période       | Identité        | Étiquette | Qualité                                     |
| ---------------------------------------- | ------------- | --------------- | --------- | ------------------------------------------- |
| 1979                                     | mars 2008     | Eugène Pellerin | SE        | Charpentier-couvreur                        |
| mars 2008                                | avril 2014    | Guy Chancerel   | SE        | Facteur                                     |
| avril 2014                               | décembre 2014 | Éric Leroy      | SE        | Agent d'exploitation chez Eaux de Normandie |
| Les données manquantes sont à compléter. |               |                 |           |                                             |

Le conseil municipal était composé de onze membres dont le maire et trois adjoints. Ces conseillers intègrent au complet le conseil municipal de Tinchebray-Bocage le 1er janvier 2015 jusqu'en 2020 et Éric Leroy devient maire délégué.

## Démographie
En 2021, la commune comptait 301 habitants. Depuis 2004, les enquêtes de recensement dans les communes de moins de 10 000 habitants ont lieu tous les cinq ans (en 2005, 2010, 2015, etc. pour Larchamp) et les chiffres de population municipale légale des autres années sont des estimations.
Larchamp a compté jusqu'à 672 habitants en 1800 et 1836.
| 1793 | 1800 | 1806 | 1821 | 1831 | 1836 | 1841 | 1846 | 1851 |
| ---- | ---- | ---- | ---- | ---- | ---- | ---- | ---- | ---- |
| 617  | 672  | 515  | 614  | 646  | 672  | 614  | 582  | 577  |

| 1856 | 1861 | 1866 | 1872 | 1876 | 1881 | 1886 | 1891 | 1896 |
| ---- | ---- | ---- | ---- | ---- | ---- | ---- | ---- | ---- |
| 582  | 567  | 585  | 565  | 567  | 542  | 527  | 507  | 460  |

| 1901 | 1906 | 1911 | 1921 | 1926 | 1931 | 1936 | 1946 | 1954 |
| ---- | ---- | ---- | ---- | ---- | ---- | ---- | ---- | ---- |
| 443  | 421  | 427  | 434  | 451  | 466  | 338  | 337  | 477  |

| 1962 | 1968 | 1975 | 1982 | 1990 | 1999 | 2005 | 2010 | 2015 |
| ---- | ---- | ---- | ---- | ---- | ---- | ---- | ---- | ---- |
| 429  | 363  | 327  | 261  | 296  | 300  | 295  | 318  | 298  |

| 2018 | - | - | - | - | - | - | - | - |
| ---- | - | - | - | - | - | - | - | - |
| 303  | - | - | - | - | - | - | - | - |

## Culture locale et patrimoine

### Lieux et monuments
- Église Notre-Dame (XIXe siècle).
- Complexe de loisirs autour de l'étang de la Cour.